# ジャパンガスエナジー
株式会社ジャパンガスエナジー（英語名称：JAPAN GAS ENERGY CORPORATION）は、 ジャパンエナジー（現・ENEOS）と日商LPガス（大阪ガス・伊藤忠・伊藤忠エネクス傘下）と伊藤忠エネクスのLPガス事業とを統合した会社である。
ENEOS傘下には同業のENEOSグローブ（旧新日本石油・三井物産・丸紅系）も存在する。

## 沿革
- 2009年（平成21年）4月 - ジャパンエナジー・日商LPガス・伊藤忠エネクスのLPG事業と統合し、株式会社ジャパンガスエナジー発足。
- 2012年（平成24年）4月 - 前身会社からそのまま使っていたLPG事業に伴うブランド名を「ENEOS」に統一。
- 2019年（令和元年）9月 - 本社を港区愛宕から千代田区内幸町の日比谷国際ビルヂングへ移転[2]。